# 長泉塚古墳
長泉塚古墳（ちょうせんづかこふん）は、愛知県丹羽郡扶桑町高雄にある古墳。形状は円墳。県の史跡に指定されている。古墳時代後期の築造と推定される。

## 概要
犬山扇状地の低台地につくられた古墳時代後期の円墳で、東西約21m、南北約24m、高さ約4mであり、周溝がめぐらされている。内部構造、副葬品については明らかでない。普通見られる円墳であるが、東部に周濠の跡があり、また墳丘に2～3mの段をめぐらせているのは珍しい例として、1964年（昭和39年）3月23日、愛知県文化財（史跡）に指定された。現状の墳丘は樹木に覆われているが、2 - 3mの段があり、全体の形は円墳を2段重ねたような上円下円墳で、珍しい形状である。また、この地方では珍しく墳丘の周囲には濠がめぐらされた形跡がある。
従来南新田地区の所有であったが、愛知県の文化財指定を機会に託美神社の所有となった。その後、1959年（昭和34年）の伊勢湾台風などで破損がひどくなり、愛知県及び扶桑町の補助で、1975年（昭和50年）、補修工事を行い、破損箇所の土盛り、倒木の整理などを行い、社を下へ移し原形に復元した。更に、1980年（昭和55年）、外周フェンスの修理、1985年（昭和60年）には由緒碑を設置するなどして史跡としての環境を整えた。

## 歴史
当地方の土豪を葬った古墳であると伝えられているが、その詳細について位は全く不明。寛文年間には長泉院九郎エ門という人物が在住し、人々は古墳の祟りを恐れて近づかなかったため、比較的によくその原形を保っているかに見える。また、キリシタン屋敷があったとする伝聞もあるが、その由緒については、語り伝えもなく、知る由もないが、豪族の墳丘で、その主は古代豪族の一族のものであると考えられている。

## 伝承
長泉塚古墳を中心に約8反5畝の畑地は、長泉院と称するキリスト教教会堂の遺跡で、布教者イルマン及び教徒の斬込地という。伝承によると、昔この地に小堂があって、イルマン主徒が住んでおり、日夜聖書を誦し、護摩を焚きその灰を散布したので、この一帯は農作物の出来が悪く、この地に居住する家はいつも凶事が絶えなかったという。

## 構造
- 直径：約30.0m
- 高さ：3.0m
- 東西：約21m
- 南北：約24m

周囲にはこの地方では珍しく堀がめぐらされていた形跡があり、塚は原生林に覆われていて、頂上部から下方に細って見える。雨による土の流失であろうか、人の登壇によって細ったものであろうか、壇の頂上から下方にかけて、ゆるやかな円形を成していない。全体の形はあたかも円墳を二段に重ねたような、二重かさねの姿で、二段式古墳であると説明されていて、古墳の型としては特異なもので珍しい存在である。

## ギャラリー

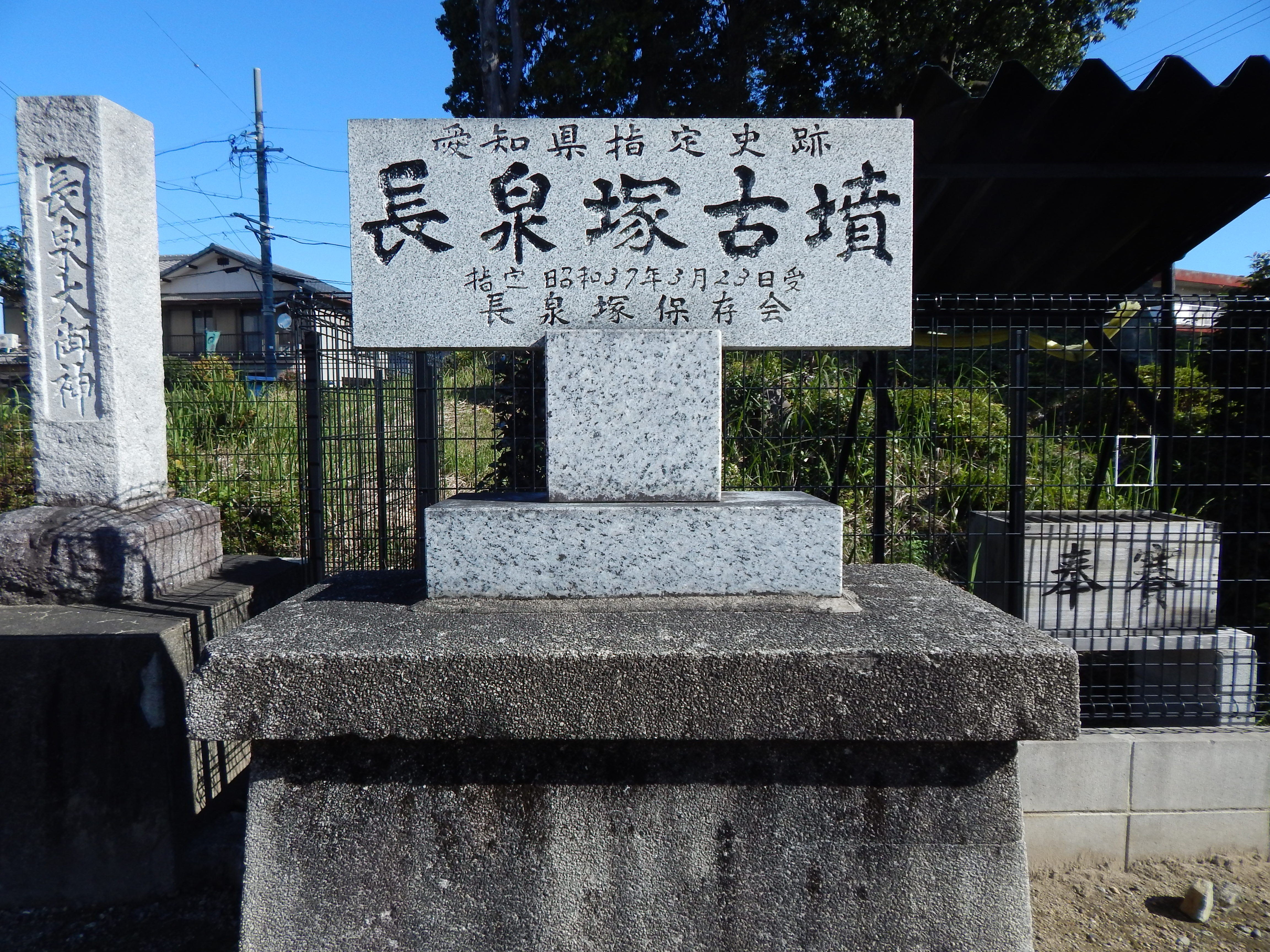
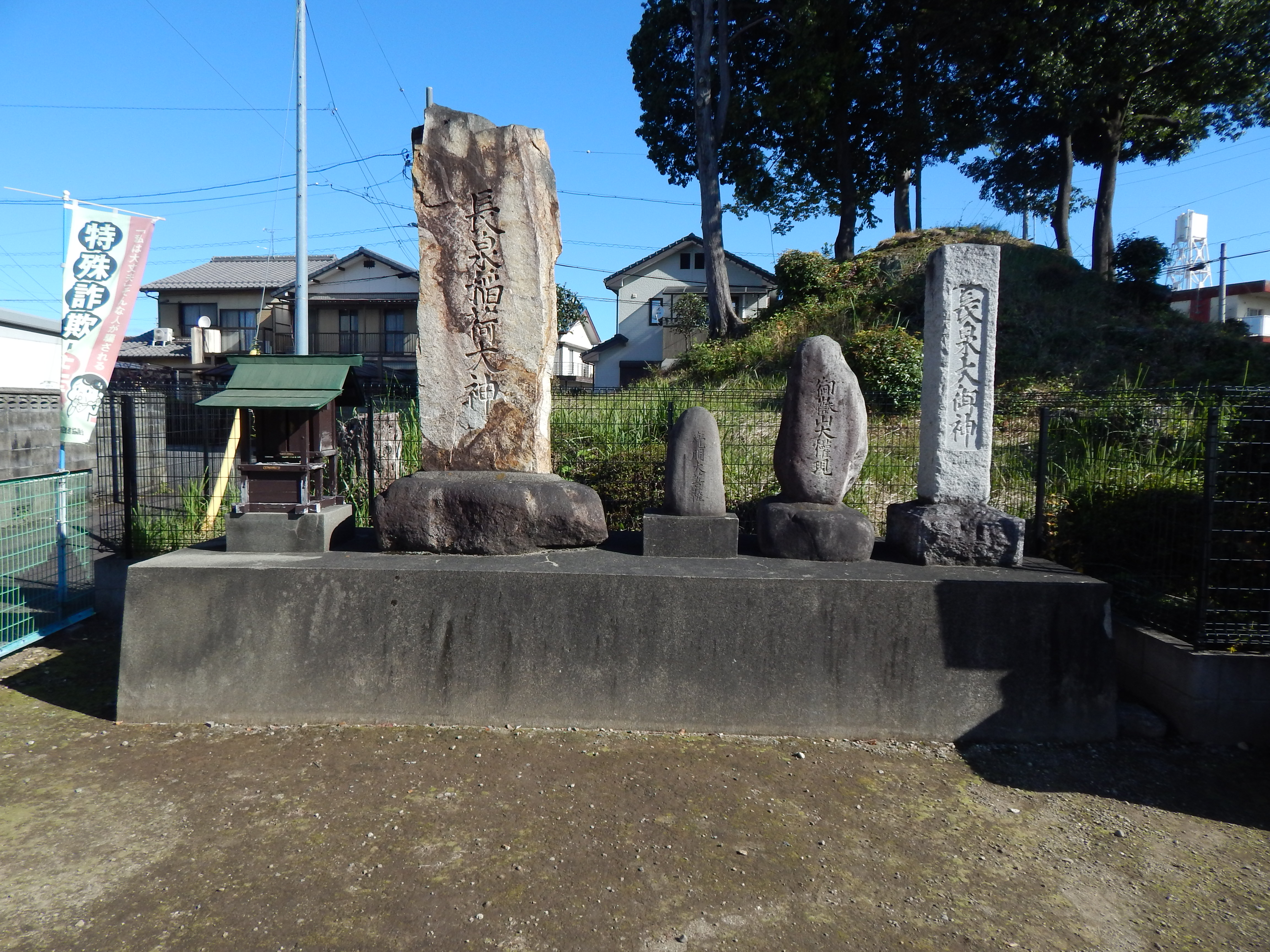
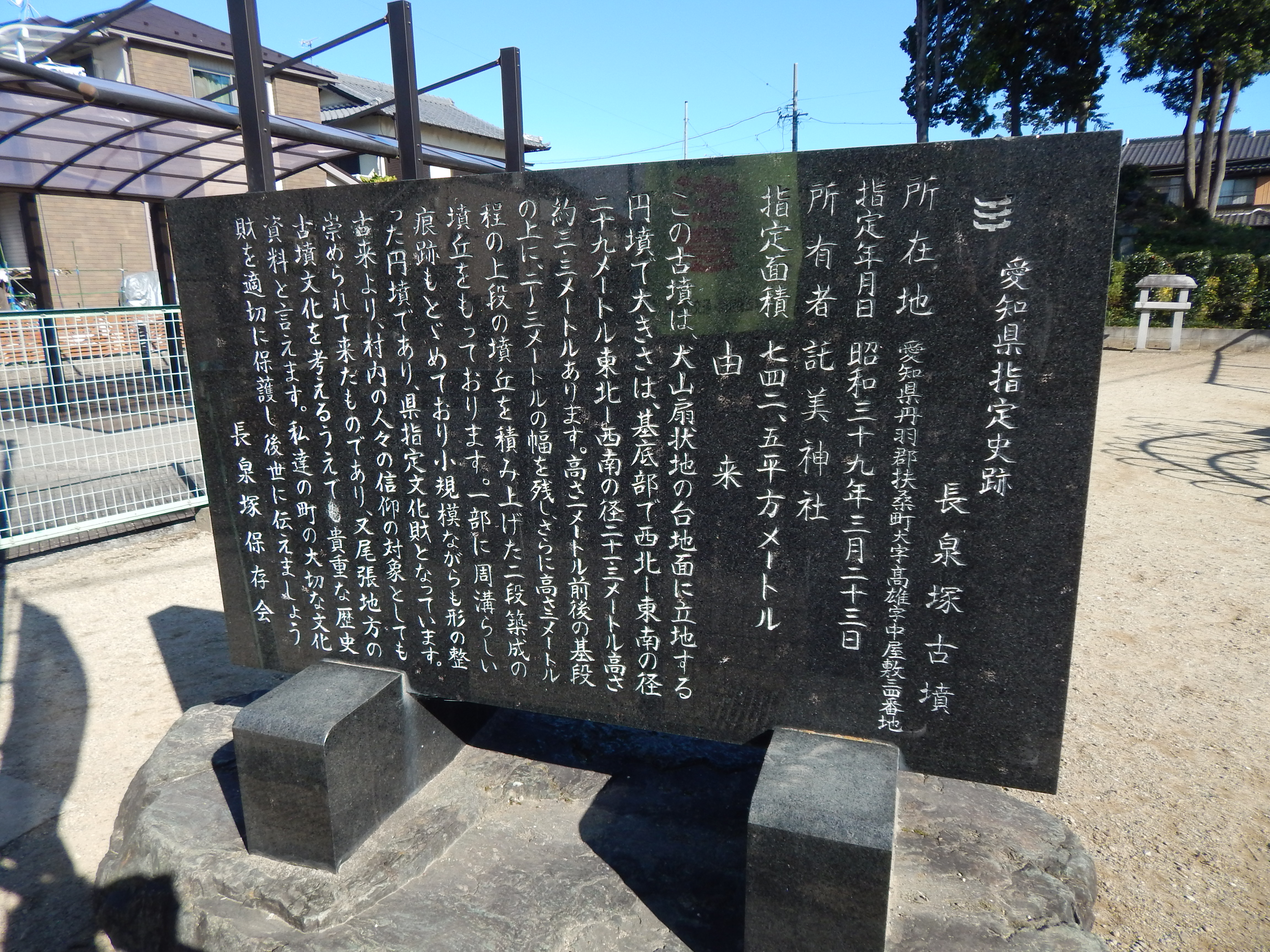